# بترا هارتمان
بترا هارتمان (بالألمانية: Petra Hartmann)‏ (و. 1970  م) هي مؤلفة، وكاتِبة ألمانية، ولدت في هيلدسهايم.